# 328563 Mosplanetarium
328563 Mosplanetarium este o planetă minoră (asteroid) din Mars-crossing asteroid⁠(d). A fost descoperită pe 17 septembrie 2009 la Spețialnaia astrofiziceskaia observatoria RAN⁠(d) de Timoer Valerievitsj Krjatsjko⁠(d). 
Obiectul prezintă o orbită caracterizată de o semiaxă mare de 2,4196432328384 UAi, o excentricitate de 0,32, o înclinație de 8,4 ° în raport cu ecliptica.